# Salvador Sánchez Cerén
Salvador Sánchez Cerén (født 18. juni 1944 i Quezaltepeque) er en salvadoransk politiker som var præsident for El Salvador fra 1. juni 2014 til valget i 2019, hvor han tabte til Nayib Bukele. Han repræsenter partiet Frente Farabundo Martí para la Liberación Nacional (FMLN). Fra 2009 til 2014 var han landets vicepræsident.